# CD79A
مجموعهٔ تمایزی 79A (انگلیسی: Cluster of differentiation 79A) که با نام‌های «زنجیرهٔ آلفای پروتئین وابسته به کمپلکس آنتی‌ژن لنفوسیت بی» و «گلیکوپروتئین غشایی MB-1» هم شناخته می‌شود، پروتئینی است که در انسان توسط ژن «CD79A» کُد می‌شود.
این پروتئین در کنار CD79B یک دایمر پروتئینی ایجاد می‌کنند که با پادتن پوسته‌ای لنفوسیت‌های بی در ارتباط است و در واقع «گیرندهٔ آنتی‌ژن لنفوسیت بی» (BCR) را تشکیل می‌دهند.
این پروتئین با بروز بیماری «آگلوبولینمی نوع ۳» (AGM3) در ارتباط است.